# Grabhügel am Hafen von Uelzen

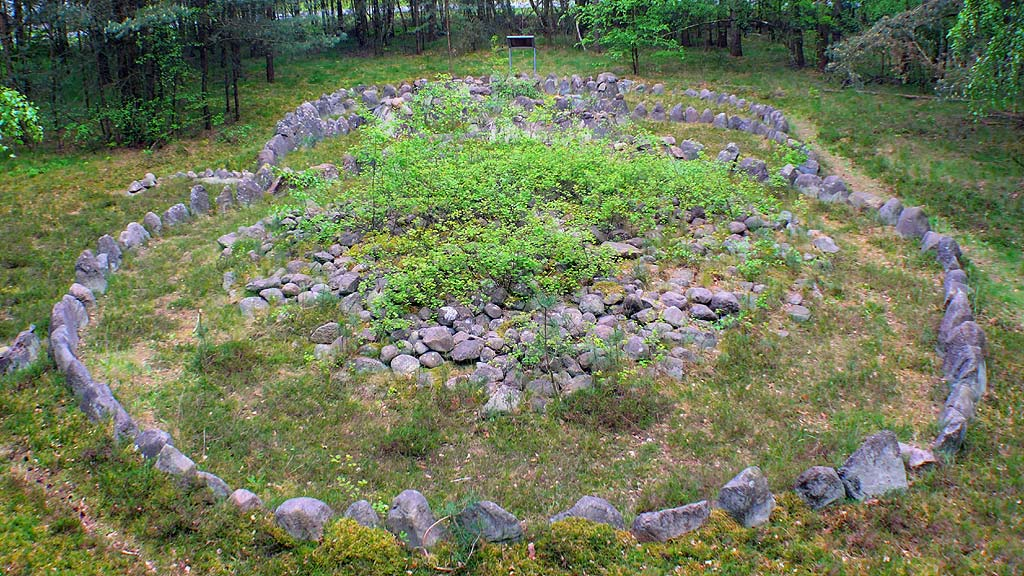
Grabhügel am Hafen von Uelzen

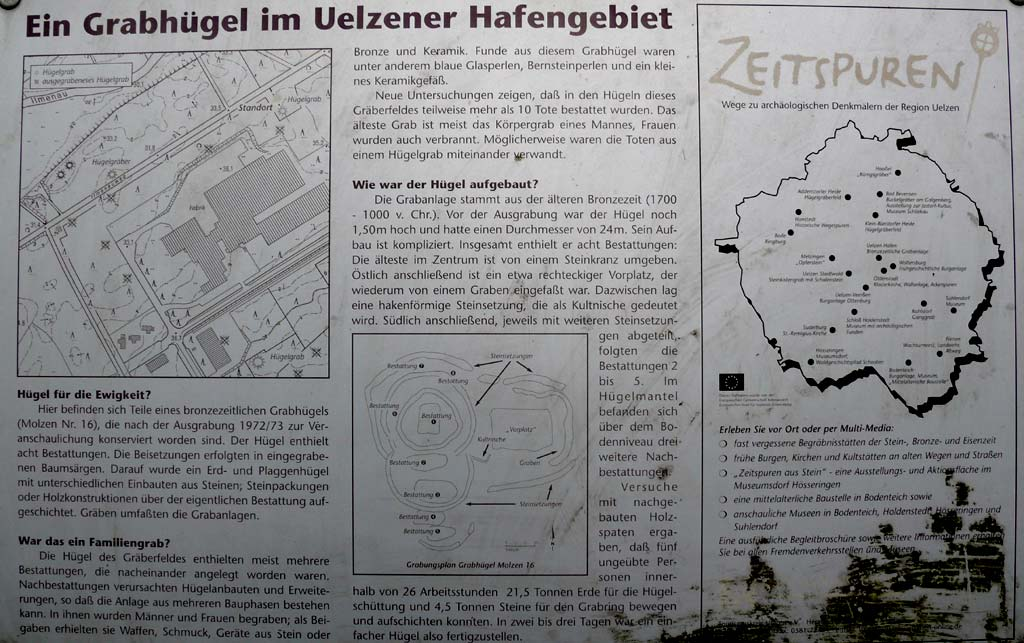
Informationen vor Ort

Die einst etwa 1,5 m hohen Grabhügel am Hafen von Uelzen liegen in den Gemarkungen Ripdorf und Molzen, im Heidegelände nordwestlich des Hafens von Uelzen in Niedersachsen. Sie mussten 1972/73 anlässlich des Baus des Elbeseitenkanals ausgegraben werden. Danach wurden die Befunde durch Betonierung für die Öffentlichkeit dauerhaft gemacht. Sie bieten mit ihren Steinsetzungen und Steinpackungen ein anschauliches Bild des Hügelaufbaus und der Bauphasen.
Der älteste Teil der Anlage wird durch einen annähernd polygonalen Steinkranz von etwa 24 m Durchmesser gebildet, in dem konzentrisch eine Steinpackung liegt. Unter dieser zentralen Steinlage lag die „Bestattung 1“, deren Gefüge nicht ermittelt werden konnte, da sie, vermutlich bereits während des 19. Jahrhunderts, vollständig zerstört worden ist. 
An den Steinkranz, der zu drei Vierteln von einem offenen Graben umgeben war, schließt sich im Osten ein nahezu rechteckiger Vorplatz von etwa 650 m² an, innerhalb dessen sich, nahe dem Steinkranz, kleine hakenförmige und bogenförmige Steinsetzungen befinden, die beiden so genannten „Kultnischen“. Eine rechteckige Verfärbung, vielleicht die Reste eines Holzbaues, liegt auf dem Vorplatz, der mit dem Kult in Zusammenhang zu stehen scheint, worauf sich auch bei Grabhügeln der Umgebung (Gräberfeld in der Addenstorfer Heide) Hinweise fanden.
Im Süden ist der polygonale Steinkranz unterbrochen. Verkeilsteine zeigen den Platz eines Baumsarges „Bestattung 2“ an, der in den Randsteinring des Hügels eingegraben worden war. Anschließend wurde außerhalb des Steinkranzes (vermutlich jedoch gleichzeitig) eine weitere Baumsargbestattung „Bestattung 3“ vorgenommen, die zusammen mit der Bestattung 2 durch einen sichelförmigen Steinkranz an den polygonalen Steinkranz beziehungsweise dessen Hügel angeschlossen wurde. Noch zweimal („Bestattung 4 und 5“) wiederholte sich der Einbau einer Baumsargbestattung in den Rand des letzten Anbaues und ihr Anschluss an den Haupthügel durch weitere sichelförmige Steinsetzungen. Im Hügel fanden sich, über Bodenniveau, drei weitere Nachbestattungen. Anhand der Funde können die Bestattungen 4 – 8 (1 – 3 waren beigabenlos) in die Periode III der Bronzezeit datiert werden.
Einige 100 m südöstlich liegt die zweite Grabanlage, deren Ausgrabungsbefunde ebenfalls konserviert wurden. Beide Anlagen gehören zu einem Hügelgräberfeld des Endneolithikums und der älteren Bronzezeit.